# Bailinga-Aufstand
Der Bailinga-Aufstand in den 1860er Jahren war einer der großen gegen die Mandschu-Herrschaft der chinesischen Qing-Dynastie gerichteten bewaffneten Bauernaufstände in Gebieten der Mandschurei und der östlichen Inneren Mongolei. Der Aufstand brach 1860 im Josutu-Bund aus. Sein Anführer war der Mongole Bailinga († 1868) aus dem Juu-Uda-Bund, heute Chifeng (Ulanhad), Innere Mongolei. 1861 fielen die Truppen in Gebiete von Chaoyang und Chifeng ein, 1862 scheiterte der Aufstand. Auch 1867 war Balinga in den Gebieten von Jianchang und Chaoyang an dem bewaffneten Aufstand beteiligt, er wurde von den Qing-Truppen getötet.